# Sahibganj (huyện)
Huyện Sahibganj là một huyện thuộc bang Jharkhand, Ấn Độ. Thủ phủ huyện Sahibganj đóng ở Sahibganj. Huyện Sahibganj có diện tích 1599 ki lô mét vuông. Đến thời điểm năm 2001, huyện Sahibganj có dân số 927584 người.